# Margaret Thompson
Margaret Thompson (* 22. Februar 1911 in Trenton; † 29. Februar 1992 in Haverford) war eine amerikanische Numismatikerin. Sie bestimmte über mehrere Jahrzehnte sowohl als Wissenschaftlerin wie auch als Wissenschaftsorganisatorin die Erforschung der griechischen Münzen der Antike maßgeblich mit.

## Leben
Margaret Thompson studierte am Radcliffe College in Cambridge, Massachusetts. Das Studium schloss sie 1931 mit dem Bachelor-Titel ab und begann an einer Junior High School als Englischlehrerin zu arbeiten. 1937 wurde sie Mitarbeiterin an der American School of Classical Studies at Athens, wo sie bis 1940 blieb und wurde es erneut noch einmal 1948. Unterbrochen wurden die Arbeiten in Athen, wo sie mit der Bearbeitung der Fundmünzen von der Athener Agora betraut war, vom Zweiten Weltkrieg. Ursprünglich war sie als Sekretärin des Leiters der Ausgrabungen, Theodore Leslie Shear, eingestellt worden, durch ihre schnelle Auffassungsgabe wurden ihr aber bald auch andere Aufgaben bei der Fundmünzensicherung, -sichtung und -bearbeitung anvertraut. Während der Kriegsjahre arbeitete Thompson für die Greek War Relief Association in New York. 1949 wurde sie Assistant Curator an der American Numismatic Society in New York, wo sie für die griechischen Münzen zuständig war, nachdem sie durch mehrere kleinere Veröffentlichungen zu den Fundmünzen der Athener Agora Sydney P. Noe aufgefallen, dem damaligen Chief Curator der American Numismatic Society.
1954 erschien ihre Publikation der 37.000 Fundmünzen der Agora-Grabung von der römischen Zeit bis zum Mittelalter. 1961 legte sie ihre grundlegende Arbeit zur attischen Münzprägung des sogenannten „neuen Stils“ aus dem 2. Jahrhundert v. Chr. vor, in dem sie diese Münzprägungen corpusartig aufbereitete. 1965 wurde Thompson als erste Frau zur Präsidentin des Archaeological Institute of America gewählt. In dieser Funktion, die sie bis 1968 bekleidete, schob sie verschiedene neue Programme sowohl im Bereich der Forschungsarbeit als auch bei der Öffentlichkeitsarbeit an. Im selben Jahr wurde sie zudem Adjunct Professor an der Columbia University in New York. Nach 20 Jahren als Assistant Curator wurde sie 1969 zudem Chief Curator der American Numismatic Society. 1973 war Thompson die treibende Kraft hinter dem 8. Internationalen Numismatischen Kongress in New York und Washington, D.C. Zu diesem Termin erschien auch ein Buch zu den griechischen Münzhorten, das sie mit Colin M. Kraay und Otto Mørkholm verfasste und das ein weiteres Standardwerk zur griechischen Numismatik Thompsons wurde. In diese Zeit fällt auch der Erwerb mehrerer tausend antiker Münzen aus dem Bestand des Metropolitan Museum of Art für die American Numismatic Society. Das konnte mit Spendengeldern realisiert werden, die vor allem Thompson eingeworben hatte. Diese Aktion machte sie auch über eine begrenzte Fachwelt hinaus bekannt. 1976 gab sie ihre Zuständigkeit für die griechischen Münzen an der American Numismatic Society ab, beendete 1978 ihre Lehrtätigkeit an der Universität und ging 1979 als Chief Curator in Pension.
Thompson wurde für ihre Leistungen hoch geehrt. Mit der Archer M. Huntington Medal im Jahr 1961 und der Medaille der Royal Numismatic Society im Jahr 1967 wurden ihr die beiden wichtigsten Auszeichnungen der internationalen Numismatik verliehen. An der University of California at Berkeley wurde sie 1979 Regents Professor. 1979 ehrte man sie mit der Festschrift Greek numismatics and archaeology, zudem wurde sie zur Chief Curator Emeritus der American Numismatic Society ernannt. 1984 folgte die Goldmedaille des Archäologischen Instituts von Amerika, zwei Jahre danach wurde sie in der Columbia University. 1989 stiftete die American Numismatic Society die Margaret Thompson Curatorship of Greek Coins. Neben den schon genannten Studien widmete sie sich insbesondere der Münzprägung von Alexander dem Großen und den Seleukiden. Seit 1972 war sie Mitglied der American Philosophical Society.

## Schriften (Auswahl)
- Coins from the Roman through the Venetian period. The Athenian Agora 2. The American School of Classical Studies at Athens, Princeton 1954 Digitalisat.
- The New Style Silver Coinage of Athens. American Numismatic Society, New York 1961
- mit Colin Kraay und Otto Mørkholm: An Inventory of Greek Coin Hoards.  International Numismatic Commission by the American Numismatic Society, New York 1973.
- Alexander’s Drachm Mints. I: Sardes and Miletus. II: Lampsacus and Abydus. American Numismatic Society, New York 1991, ISBN 0897221931.